# أخطاء خلقية في أيض المعادن
الأخطاء الخلقية في استقلاب المعادن أو الأخطاء الخلقية في أيض المعادن (بالإنجليزية: Inborn errors of metal metabolism) هوَ مُصطلح يُشير إلى اضطرابات التمثيل الغذائي (الاستقلاب) أَثناء مُعالجة أو تَوزيع المَعادن الغذائية، ومِن الأمثلة على هذه الاضطرابات داء ترسب الأصبغة الدموية المَعروف بِاكتناز الحَديد (Iron overload).